# Перси, Генри, 4-й граф Нортумберленд
Генри Перси (1449 — 28 апреля 1489) — крупный английский аристократ и военачальник, 4-й граф Нортумберленд и 7-й барон Перси из Алника (1470—1489). Активный участник Войны Алой и Белой розы.

## Биография
Представитель знатного и влиятельного североанглийского рода Перси. Единственный сын Генри Перси, 3-го графа Нортумберленда, и Элеаноры Пойнингс, дочери сэра Ричарда Пойнингса.
Его отец Генри Перси был двоюродным братом короля Англии Эдуарда IV, Маргариты Йоркской, Джорджа Плантагенета, герцога Кларенса, и короля Англии Ричарда III.
Сам Генри Перси был двоюродным братом Елизаветы Йоркской, короля Англии Эдуарда V, Ричарда, герцога Йоркского, Артура Плантагенета, 1-й виконта Лайла, Маргарет Поул, графини Солсбери, Эдуарда, графа Уорика и Эдуарда Миддгемского.
Его отец Генри Перси погиб в битве при Таутоне 29 марта 1461 года, а его владения и титулы были конфискованы по приказу короля Эдуарда IV Йорка. После поражения Ланкастеров в битве Генри Перси был арестован и заключён во Флитскую тюрьму в Лондоне. С 1464 года он содержался в лондонском Тауэре.
В марте 1464 года титул и владения графа Нортумберленда были переданы Джону Невиллу, старинному врагу рода Перси.
В 1469 году Генри Перси вынужден был принести вассальную присягу королю Англии Эдуарду IV и был освобождён из Тауэра. Он ходатайствовал перед королём о возвращении ему отцовских титулов и владений. В том же году на севере вспыхнуло восстание Робина из Холдернесса, участники которого требовали восстановить Перси в правах, но Невиллы его подавили.
В 1470 году под давлением Эдуарда IV Джон Невилл вынужден был отказаться от титула графа Нортумберленда, а взамен получил титул маркиза Монтегю. Генри Перси получил графство Нортумберленд, а также много важных должностей на севере Англии. Однако только в 1473 году английский парламент восстановил для Генри Перси права собственности на графство Нортумберленд. В 1474 году Генри Перси был посвящён в рыцари ордена Подвязки. В следующие двенадцать лет он занимал многие важные государственные должности в Северной Англии, в том числе, лорда-хранителя английских марок на границе с Шотландией.
28 августа 1485 года Генри Перси принял участие на стороне йоркистов в битве при Босворте, во время сражения командовал левым флангом армии Ричарда III. В нужный момент не ввёл свои отряды в бой, что сыграло важную роль в поражении армии йоркистов и гибели короля Ричарда III.
За несколько месяцев до принесения присяги на верность новому королю Англии Генриху VII Тюдору Генри Перси был арестован вместе с Ральфом Невиллом, 3-м графом Уэсморлендом, и Томасом Говардом, 2-м герцогом Норфолком. Он провёл несколько месяцев в заключении, затем принёс вассальную присягу новому королю и был освобождён. Генри Перси был восстановлен в своих прежних титулах и владениях.
В апреле 1489 года в Йоркшире вспыхнуло восстание под руководством сэра Джона Эгремонта. Повстанцы протестовали против введения новых высоких налогов для сбора средств для защиты Бретани от Франции. Генрих VII недавно вступил в союз с герцогиней Анной Бретонской против короля Франции Карла VIII Валуа. Генри Перси, живший тогда в своих поместьях в Йоркшире, был убит восставшими.
Был похоронен в кафедральном соборе Беверли в Йоркшире.

## Семья и дети
- Жена с 1473/1476 года — Мод Герберт (1448—1485/1495), дочь Уильяма Герберта (1423—1469), 1-го графа Пембрука, и Анны Деверё (ок. 1430—1486).
- Генри Элджернон Перси (1478—1527), 5-й граф Нортумберленд (1489—1527)
- Элеонора Перси (ок. 1474—1530), муж — Эдвард Стаффорд, 3-й герцог Бекингем (1478—1521)
- Уильям Перси (? — 1540)
- Алан Перси (1480—1560), мастер в колледже Святого Иоанна в Кембридже
- Джослен Перси (1480—1532)
- Эрандел Перси (1483—1544)
- Анна Перси (1485—1552), 2-я жена с 1510 года Уильяма Фицалана (1476—1544), 18-го графа Арундела
- Элизабет Перси